# Don Q, Son of Zorro
Don Q, hijo del Zorro es la secuela de 1925 de la película muda La marca del Zorro, de 1920. Estaba basada de manera liberal en la novela Don Q.'s Love Story, escrita por la pareja de madre e hijo de Kate y Hesketh Hesketh-Prichard publicada en 1909. La historia fue reescrita en 1925 (después de la muerte de Hesketh Hesketh-Prichard) para convertirla en un vehículo para el personaje del Zorro de Johnston McCulley. La adaptación cinematográfica fue hecha por los guionistas Jack Cunningham y Lotta Woods para los estudios United Artists. Douglas Fairbanks sirvió como productor y actor principal de la película. Fue dirigida por Donald Crisp, quien también actuó en el papel del villano, Don Sebastián.
La película tuvo una buena acogida: el New York Times la calificó como una de las diez mejores películas de 1925.

## Trama
El hijo de Don Diego de la Vega (Zorro), César (Douglas Fairbanks), se encuentra en España terminando sus estudios. Mientras César alardea ante sus amigos su notable destreza con el látigo, corta por accidente el chacó de plumas del sombrero de Don Sebastián (Donald Crisp) que pertenece a la Guardia de Palacio. Aunque César pide disculpas de inmediato, Sebastián no lo perdona y lo reta a duelo. El duelo se ve interrumpido por un toro fugitivo. Sebastián queda atrapado en el suelo cuando el cinturón de su espada se enreda en su bota, y está seguro de que va a ser corneado por el toro, pero es salvado por César en el último minuto. Esto, sin embargo, lo enfurece aún más. Los hechos son observados por la reina Isabel (Stella De Lanti) y su invitado, el archiduque austriaco Paul (Warner Oland), y pide que César se les una de inmediato. Otro amigo de César, don Fabrique Borusta (Jean Hersholt), se ofrece a llevarlo frente a Su Majestad.
Mientras tanto, César se encuentra con Dolores (Mary Astor), la hija de un viejo amigo de su padre, el general de Muro (Jack McDonald), mientras ésta posa para un escultor. Queda enamorado a primera vista. Sin embargo, Sebastián, que proviene de una familia pobre, ha puesto su mirada en Dolores y en la riqueza de su familia, y está decidido a conquistarla. Más tarde, el Archiduque invita a César a recorrer el pueblo. En una taberna local, el Archiduque ofende a los clientes, todos rufianes al parecer, al coquetear con la bailarina. Sebastián se las ingenia para escapar junto con el duque, pero deja a César encerrado en la taberna para que se defienda de los asesinos. En el carruaje en el que se alejan de lo que está seguro será la muerte de César, Sebastián declara que tiene una reunión con Dolores. El Archiduque decide autoinvitarse. Mientras que Sebastián le pide al General la mano de su hija, el Archiduque ve cómo César le lleva una serenata a Dolores, tras escapar (fácilmente) e incluso llevarse una guitarra de recuerdo. Al ver cómo reacciona la joven pareja, el Archiduque descubre que César se ha ganado ya el corazón de Dolores.
Aunque no tiene ni un centavo, don Fabrique tiene planes de triunfar en la sociedad. Logra pegar una invitación rota que encuentra al Gran Baile del Archiduque y se aparece en la fiesta. Durante el baile, César y Sebastián se sientan a cada lado de Dolores, ambos al parecer frustrados en sus esfuerzos por cortejarla. El Archiduque la llama. Cuando César ve al Archiduque acariciar la mejilla de Dolores, se llena de celos y va a confrontarlo. El Archiduque le asegura, sin embargo, que está trabajando por César, y lo demuestra llevándose a Sebastián a otra habitación a jugar a las cartas para que César y Dolores bailen juntos. César lleva a Dolores a un balcón para hacer el amor ardientemente y Fabrique los ve. La pareja es interrumpida por el padre de Dolores, el general de Muro, quien reconoce a César y está listo a darles su bendición, y Fabrique cree que están a punto de casarse.
En la sala de cartas, el Archiduque declara que Sebastián tiene tan mala fortuna con las cartas como en el amor. Franque entra disimuladamente y le dice al Archiduque que vio a César y Dolores besándose: seguro que ahora van a casarse. El Archiduque llama a César a felicitarlo, para horror de Sebastián. Cuando entra, César se ofende por lo impropio de la noticia y se entera de que la fuente fue Fabrique. Malos modales como estos no han de quedar impunes. Le informa al Archiduque que alguien de entre los presentes no pertenece allí y pregunta si debería sacarlo. El archiduque Paul asiente y César saca a Fabrique de la habitación tirándole de la nariz.
El Archiduque continúa haciéndole burlas a Sebastián, una idea tonta cuando Sebastián, enfurecido por los celos, saca la espada y atraviesa al Archiduque antes de darse cuenta de lo que ha hecho. Se esconde cuando César, al oír algo, entra y luego deja a César inconsciente de un golpe. Lo incrimina por el asesinato del Archiduque y luego se marcha como si nada. Con su última fuerzas, el archiduque saca un naipe de la mesa y escribe en él: "Sebastian me asesinó. Archiduque Pablo."
Fabrique entra, encuentra a César inconsciente, encuentra la carta y, molesto por los insultos de César, se la lleva. Poco tiempo después confronta a Sebastián con demandas: ser nombrado gobernador civil. Los dos se hacen a un lado mientras la Guardia arresta a César por el asesinato y ordena su ejecución inmediata para evitar un incidente internacional. El general de Muro le ofrece a César una salida de caballero entregándole una daga. César finge apuñalarse y cae al foso bajo el castillo.
Pasan los meses, mientras César se esconde en las ruinas del viejo castillo familiar. Se hace pasar por Don Q, pues "¡un truco debe responderse con otro truco!" Fabrique se ha convertido en gobernador civil y Sebastián le envía pagos regulares. Fabrique incluso se ha hecho con los sirvientes de César, y la sirvienta Lola (Lottie Pickford), viendo cómo se porta Sebastián cuando está cerca de Fabrique, corre a decirle a César que contrario a los rumores acerca de que son amigos cercanos, Sebastián de hecho le tiene miedo a Fabrique. Esto demostrará ser la ventaja que César necesita para demostrar su inocencia.
Después de guardar luto por meses por César, Dolores se ve obligada a casarse con Sebastián. Justo en el momento en que se dispone a firmar el contrato de matrimonio con Sebastián, César aparece en la ventana. ¡Sigue con vida! La Reina ordena que le arresten, y el hombre más indicado para hacerlo es el fisgón tuerto que es el coronel Matsado (Albert MacQuarrie). Cuando Matsado se detiene en una posada de camino a la ciudad, César lo sigue, le roba el uniforme y lo suplanta. De vuelta en la ciudad, César disfrazado de Matsado pretende golpear a su antiguo sirviente  Robledo (Charles Stevens), quien ahora trabaja para Fabrique, para obtener información sobre el supuesto paradero de César, y luego convence a Fabrique de que lo acompañe a las ruinas donde César ha estado viviendo estos últimos meses. Allí está decidido a averiguar qué es lo que tiene Fabrique que le da poder sobre Sebastián.
En un final relámpago, Sebastián y el verdadero Matsado siguen a César hasta su guarida, como lo hace su padre, el Zorro (Fairbanks), quien con el fiel sirviente mudo de la familia, Bernardo (Tote Du Crow) ha viajado en barco desde California hasta España para ayudar. De camino a las ruinas, se cruzan con Dolores y su madre por el mismo camino. Finalmente, cuando se reúnen todos en las ruinas, el Zorro y Don Q luchan contra los soldados, Fabrique confiesa, Sebastián es derrotado, el general De Muro reconoce a su viejo amigo, los villanos son arrestados y César y Dolores vuelven a estar juntos.

## Reparto
- Douglas Fairbanks - Don César de Vega / Zorro
- Mary Astor - Dolores de Muro
- Jack McDonald - General de Muro
- Donald Crisp - Don Sebastián
- Stella De Lanti - la Reina
- Warner Oland - El archiduque
- Jean Hersholt - don Fabrique Borusta
- Albert MacQuarrie - Coronel Maatsado
- Lottie Pickford - Lola (bajo el nombre de Lottie Pickford Forrest)
- Charles Stevens - Robledo
- Tote Du Crow - Bernardo
- Martha Franklin - La dueña
- Juliette Belanger - El peligro
- Roy Coulson - Admirador de la bailarina
- Enrique Acosta - Ramón